# Свина
Свина (слч. Svinná) насељено је мјесто са административним статусом сеоске општине (слч. obec) у округу Тренчин, у Тренчинском крају, Словачка Република.

## Становништво
| Година:    | 1994. | 2004.   | 2014.   | 2024.   |
| ---------- | ----- | ------- | ------- | ------- |
| Број људи: | 1501  | 1516    | 1588    | 1594    |
| Разлика:   |       | +0,99 % | +4,74 % | +0,37 % |

| Година:    | 2023. | 2024.   |
| ---------- | ----- | ------- |
| Број људи: | 1603  | 1594    |
| Разлика:   |       | -0,56 % |

Према подацима о броју становника из 2024. године насеље је имало 1594 становника.